# Первоцвіт борошнистий
Первоцвіт борошнистий (Primula farinosa)  — вид трав'янистих рослин родини первоцвітових (Primulaceae), поширений у помірному кліматі Європи й Азії. Етимологія: лат. farina — «борошно», osus — суфікс для утворення прикметника з іменника.

## Біоморфологічна характеристика

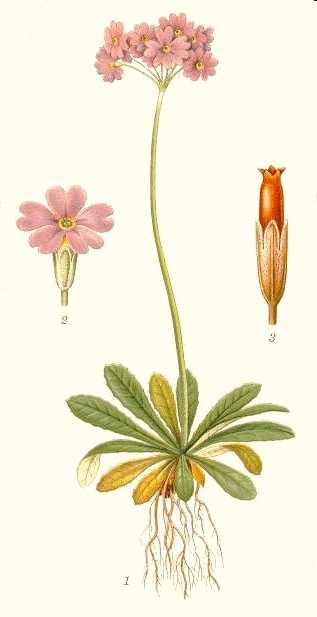
ілюстрація

Багаторічник 5–20 см заввишки. Кореневище коротке. Стебла тонкі й борошнисті. Базальне листя формує розетку; ніжка листка майже завдовжки з листову пластину. Листки зморшкуваті, голі або трохи запушені знизу білуватим або жовтуватим борошнистим нальотом, зверху — зелені та голі. Листова пластинка від довгасто-зворотнояйцеподібної до довгасто-ланцетної, 10–70 × 3–40 мм. Квітки запашні, різнорідні, з жовтим горлом, у випростаних багатоквіткових зонтиках. Чашечка дзвінчаста, 5-ребриста, 4–6 мм, частки від яйцювато-довгастої до трикутної форми, зазвичай борошниста всередині. Віночок рожево-фіолетовий; трубка приблизно така ж або трохи довша від чашечки; лімб 8–10 мм завширшки; кінчики серцеподібні. Квітне у травні — серпні. Коробочка циліндрична, трохи довша від чашечки, завдовжки 5–9 мм. Насіння нерівне, багатокуте, часто крилате, 0.6–0.8 × 0.4–0.6 мм; поверхня тьмяна й блискуча, від блідо- до темно-коричневого забарвлення. 2n=18, 36, 72.

## Поширення
Поширений у помірному кліматі Європи (Данія, Фінляндія, Велика Британія, Швеція, Австрія, Швейцарія, Ліхтенштейн, Чехія, Німеччина, Угорщина, Польща, Словаччина, Росія, Естонія, Литва, Латвія, Україна, Болгарія, Хорватія, Італія, Румунія, Словенія, Андорра, Іспанія, Франція) й Азії (Росія, Монголія, пн. Китай, Казахстан, Киргизстан, Таджикистан). Населяє мокрі луки, болота, зарості долин.
В Україні вид зростає на гірських луках — у Закарпатті, дуже рідко. У ЧКУ має статус «зниклий у природі».

## Використання
Іноді вирощують як декоративну рослину.